# Mouss et Hakim
Pour les articles homonymes, voir Hakim.
 (juin 2015).
Si vous disposez d'ouvrages ou d'articles de référence ou si vous connaissez des sites web de qualité traitant du thème abordé ici, merci de compléter l'article en donnant les références utiles à sa vérifiabilité et en les liant à la section « Notes et références ».

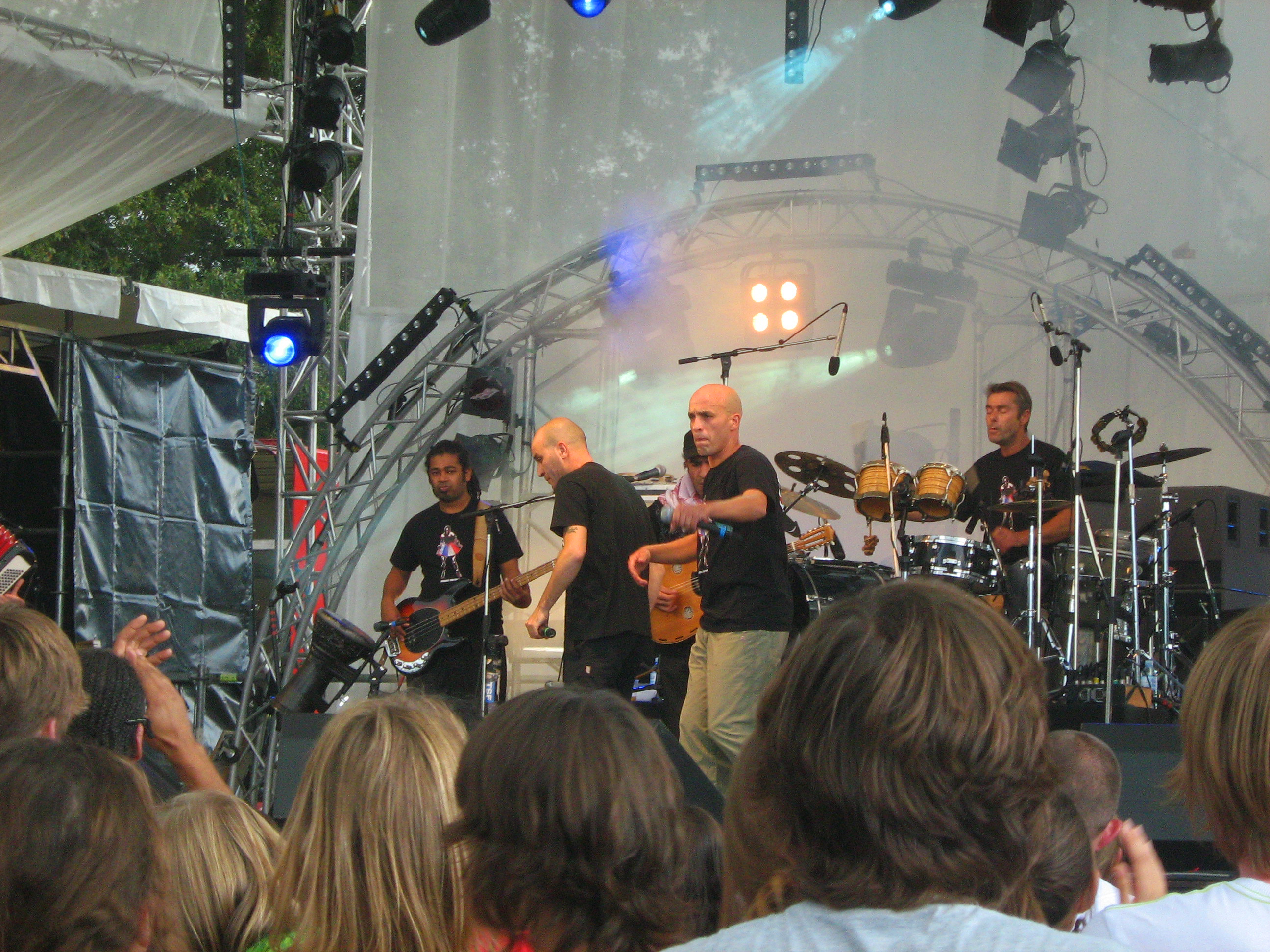
Mouss et Hakim au Festival de Saint-Nolff en 2008.

Mouss et Hakim (également typographié Mouss & Hakim) est un groupe de musique formé par Mustapha et Hakim Amokrane, deux frères également connus pour être membres du groupe Zebda. Ils ont également participé au groupe 100% Collègues avec notamment le guitariste de flamenco Bernardo Sandoval ainsi qu'à l'album Chants de lutte de Motivés.
En 2003, ils interprètent Des 2 côtés avec Cheb Mami sur l'album Du sud au nord.
En 2004, ils participent à une reprise de la chanson Le Nougat sur l'album Rue Saint Louis en l'Île de Brigitte Fontaine.
Ils ont sorti un premier album en 2005 : Mouss et Hakim ou le contraire.
Origines contrôlées, le deuxième album, contient des reprises de chansons de l'immigration algérienne. Cet album fait écho au festival organisé tous les ans depuis 2004 par le Tactikollectif qui est aussi le label du groupe. 
Le double album Vingt d'honneur, sorti en 2010, reprend le parcours musical du groupe : des chansons de l'immigration, des morceaux de Zebda, 100% Collègues, Magyd Cherfi, Claude Nougaro et une reprise de Bella ciao.
En 2014-2015, dans Frères d'armes, série télévisée historique de Rachid Bouchareb et Pascal Blanchard, Mouss Amokrane présente la biographie de Lazare Ponticelli. 
En 2016, ils écrivent la musique de Comme des lions, documentaire de Françoise Davisse. En 2017, ils participent à l'album Au café du canal, hommage à Pierre Perret, en reprenant Je suis de Castelsarrasin avec Olivia Ruiz et Lo Barrut.
En 2018, ils participent à la bande originale du film I Feel Good de Gustave Kervern et Benoît Delépine sous le nom du parti politique qu'ils soutiennent, Les Motivé-e-s. On les voit notamment à l'écran interpréter la chanson principale du film lors de la dernière séquence,,,,,,,.

## Engagement militant
En septembre 2018, ils co-signent une tribune dans le Guardian en soutien à l’appel des artistes palestiniens à boycotter l’édition 2019 du concours de l’Eurovision qui doit se tenir en Israël[Quoi ?].